# Ренчає-Польські
Ренчає-Польські (пол. Ręczaje Polskie) — село в Польщі, у гміні Посвентне Воломінського повіту Мазовецького воєводства.
Населення — 288 осіб (2011).
У 1975-1998 роках село належало до Седлецького воєводства.

## Демографія
Демографічна структура станом на 31 березня 2011 року:
|          | Загалом | Допрацездатний вік | Працездатний вік | Постпрацездатний вік |
| -------- | ------- | ------------------ | ---------------- | -------------------- |
| Чоловіки | 130     | 28                 | 94               | 8                    |
| Жінки    | 158     | 44                 | 87               | 27                   |
| Разом    | 288     | 72                 | 181              | 35                   |